# Bel Air (Guano Apes)
Bel Air è il quarto album in studio del gruppo alternative rock tedesco Guano Apes, pubblicato nel 2011.

## Tracce
1. Sunday Lover – 3:58
2. Oh What a Night – 3:12
3. When the Ships Arrive – 4:05
4. This Time – 3:51
5. She's a Killer – 3:15
6. Tiger – 2:33
7. Fanman – 3:51
8. All I Wanna Do – 3:05
9. Fire in Your Eyes – 4:38
10. Trust – 3:25

Tracce bonus
1. Fire – 3:47
2. Carol and Shine – 3:24

## Formazione
- Sandra Nasić - voce
- Henning Rümenapp - chitarra
- Stefan Ude - basso
- Dennis Poschwatta - batteria